# Sidymella nigripes
Sidymella nigripes là một loài nhện trong họ Thomisidae.
Loài này thuộc chi Sidymella. Sidymella nigripes được Cândido Firmino de Mello-Leitão miêu tả năm 1947.